# Le Taillan-Médoc
 Le Taillan-Médoc  es una población y comuna francesa, situada en la región de Aquitania, departamento de Gironda, en el distrito de Burdeos y cantón de Saint-Médard-en-Jalles.

## Demografía
| 1652 | 2778 | 4038 | 5124 | 6815 | 7885 |
| Para los censos de 1962 a 1999 la población legal corresponde a la población sin duplicidades (Fuente: INSEE [Consultar]) |      |      |      |      |      |